# Zbór Kościoła Zielonoświątkowego w Goleniowie
Zbór Kościoła Zielonoświątkowego "Słowo Życia" w Goleniowie – zbór Kościoła Zielonoświątkowego w RP znajdujący się przy ul. Bohaterów Warszawy 1 w Goleniowie.
Pastor : Łukasz Szymczuk
Nabożeństwa odbywają się w niedzielę o godz. 10:00 oraz w środy o godz. 18:00.